# 하노버 왕자 하인리히

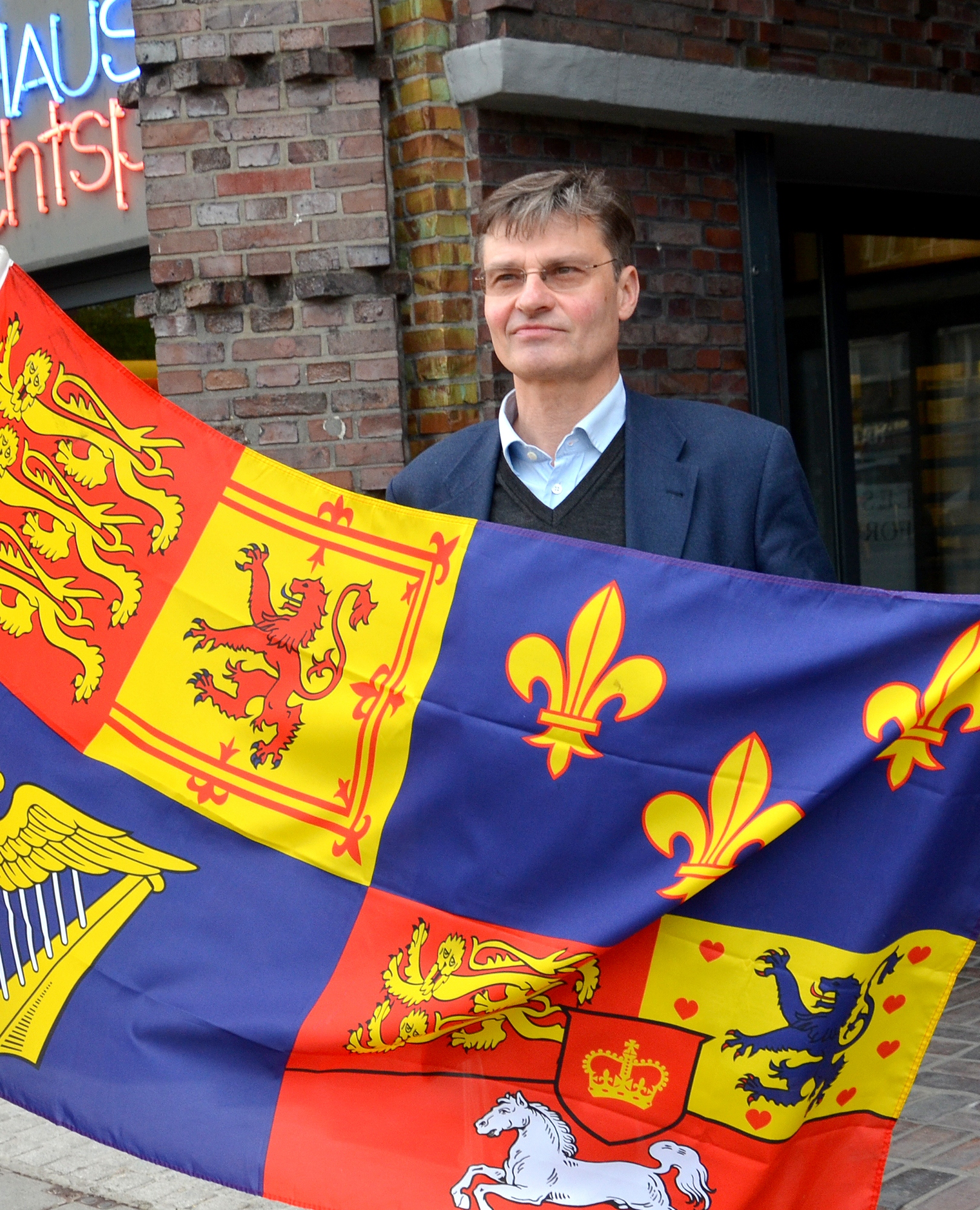
하노버 왕자 하인리히

하노버 왕자 하인리히(Heinrich Prinz von Hannover, 1961년 4월 29일 ~ )는 독일 출판사이다. 그는 매트릭스미디어의 전무이사이다.